# Renata Nielsen
Renata Pytelewska-Nielsen (Otwock, 18 maggio 1966) è un'ex lunghista polacca naturalizzata danese.

## Palmarès
| Anno                              | Manifestazione  | Sede       | Evento         | Risultato | Prestazione | Note             |
| --------------------------------- | --------------- | ---------- | -------------- | --------- | ----------- | ---------------- |
| In rappresentanza della Danimarca |                 |            |                |           |             |                  |
| 1993                              | Mondiali        | Stoccarda  | Salto in lungo | Bronzo    | 6,76 m      |                  |
| 1995                              | Mondiali indoor | Barcellona | Salto in lungo | 5ª        | 6,77 m      | Record nazionale |
| 1996                              | Europei indoor  | Stoccolma  | Salto in lungo | Oro       | 6,76 m      |                  |